# Terremoto di Verona del 1117
Il terremoto di Verona del 1117 è il più forte evento sismico avvenuto nell'area padana di cui si abbia notizia, talmente violento da causare vastissimi danni non solo a Verona e nei territori limitrofi, ma anche in diversi altri centri dell'Italia settentrionale, sia veneti, che emiliani, che lombardi. Nonostante il terremoto si sia verificato in un'area all'epoca caratterizzata da zone paludose, foreste e solo sporadici nuclei abitati, si dispone di un gran numero di informazioni storiografiche sull'evento, registrato negli Annales della fitta rete di monasteri benedettini e in molti altri documenti di varia natura ed epigrafi.
Questo terremoto è il più antico evento sismico del mondo per il quale si sia riusciti a stimare l'epicentro e la magnitudo tramite l'utilizzo di tecniche analitiche rigorose, ovvero con la stessa metodologia utilizzata per analizzare terremoti più recenti; tale risultato è stato ottenuto grazie all'analisi delle molte testimonianze documentali raccolte. Si tratta, quindi, di un evento eccezionale non solo per la distruzione che provocò, ma anche perché il suo studio ha restituito uno spaccato della cultura medievale italiana ed europea, rendendo evidente il livello di pericolosità sismica a cui è soggetta un'ampia porzione della pianura padano-veneta.

## Evento sismico
Questo sisma distruttivo è stato classificato del IX grado della scala Mercalli nelle aree epicentrali; è stato calcolato che l'energia liberata ebbe un'intensità di magnitudo momento pari a 6,8. L'epicentro della prima devastante scossa si localizza nella pianura veronese, nella campagna tra Zevio e Belfiore.
A seguito dell'evento maggiormente distruttivo, che venne registrato in un'ampia area che va dalla Slovenia alla Francia e dal centro Italia alla bassa Germania, si verificarono forti repliche per tutto il 1117: il 12 gennaio, il 4 giugno, il 1º luglio, il 1º ottobre e il 30 dicembre. Secondo alcuni autori, gli epicentri principali nella pianura padana potrebbero essere stati due: uno nel territorio veronese e l'altro nel cremonese; quest'ultimo sarebbe stato quello che causò il crollo della costruenda cattedrale di Cremona e altri gravi danni nelle città emiliane.

## Danni e vittime
La città maggiormente colpita dal sisma fu Verona, dove subirono gravi danni i seguenti edifici:
- l'anfiteatro romano, dove i danni si concentrarono nell'anello esterno;
- la basilica di San Zeno, dove crollò la parte alta dell'edificio;
- la cattedrale, che si pensa possa aver subito gravi danni;
- la chiesa di San Fermo Maggiore, dove il campanile dovette subire danni ingenti, tanto da dover essere successivamente demolito;
- la chiesa di San Fermo Minore, che dovette essere ricostruita e riconsacrata;
- la chiesa di Santa Maria in Organo, dove i documenti riportano di danneggiamenti;
- la chiesa di San Lorenzo, dove il terremoto causò crolli gravi alle pareti longitudinali e minori alla facciata e all'abside;
- la chiesa della Santissima Trinità in Monte Oliveto;
- la chiesa dei Santi Apostoli, che mostra evidenze di ricostruzione nel corso del XII secolo;
- la chiesa di Sant'Elena, dove il sisma risparmiò però la maggior parte delle strutture portanti;
- la chiesa di San Giovanni in Fonte, che collassò quasi completamente o comunque subì gravi danni;
- la chiesa di San Giovanni in Valle, che venne ricostruita e riconsacrata;
- la chiesa di Santo Stefano, dove il terremoto danneggiò gravemente la facciata, causò il crollo dell'atrio e della parte superiore del transetto e produsse danni di varia misura alla cupola e all'abside;
- la chiesa di Sant'Eufemia, che venne restaurata e riconsacrata già nel 1140;
- la chiesa di San Giorgio in Braida, dove il vescovo si spese nei lavori di ricostruzione;
- la chiesa di San Procolo, che dovette subire importanti lavori di restauro;
- la chiesa di San Pietro in Castello, che venne ricostruita.

La serietà dei danni che subirono la maggior parte dei monumenti provocò la sostanziale scomparsa dalla città della maggior parte delle testimonianze altomedievali; questo fatto, a sua volta, ha lasciato lo spazio per una forte diffusione del romanico, stile utilizzato nella ricostruzione delle chiese colpite. La crisi economica e sociale che attanagliò Verona subito dopo il terremoto offrì, inoltre, l'opportunità a una nuova classe cittadina di prendere il potere, tanto che essa riuscì in un breve periodo di tempo a instaurare una forma di governo locale autonomo e a istituire a Verona uno dei primi liberi Comuni italiani.

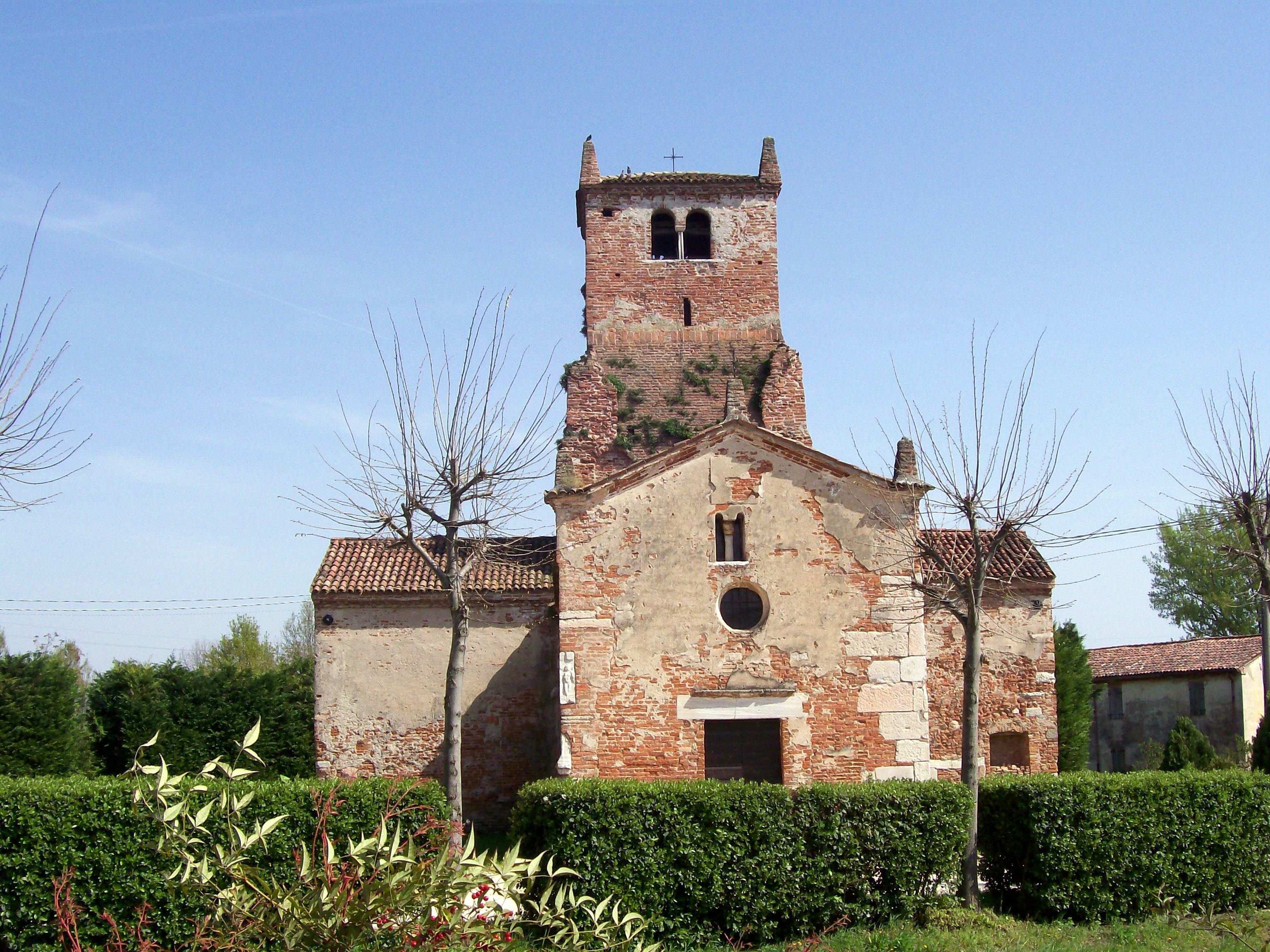
La chiesa di San Pietro in Valle, a Gazzo Veronese, subì ingenti danni dal terremoto. Particolarmente evidente è la ricostruzione della torre, direttamente sopra quello che era rimasto di quella più antica

Nel territorio veronese subirono ingenti danni, oltre alla città, anche diverse località minori come Belfiore, Bevilacqua, Bonavigo, Cerea, Cisano, Gazzo, Isola della Scala, Legnago, Marcellise, Pescantina, Ronco all'Adige, San Bonifacio, San Floriano, San Giorgio di Valpolicella e Sommacampagna.
L'evento del 3 gennaio 1117 danneggiò, al di fuori del territorio veronese, numerosi edifici in tutta l'area padana, in particolare nel basso Veneto e in alta Emilia, a causa di una propagazione delle onde sismiche che fu caratterizzata da un'attenuazione in corrispondenza degli strati sedimentari alluvionali della zona centrale della Val Padana e da una ripresa degli effetti lungo l'area pedemontana appenninica, con un ultimo picco in corrispondenza dell'area pisana. Il sisma venne tuttavia avvertito in un'area molto più ampia, come registrato negli annali e nei documenti di 64 monasteri benedettini e cistercensi europei, di cui quello più meridionale situato a Montecassino e quello più settentrionale a Reims, in Francia.

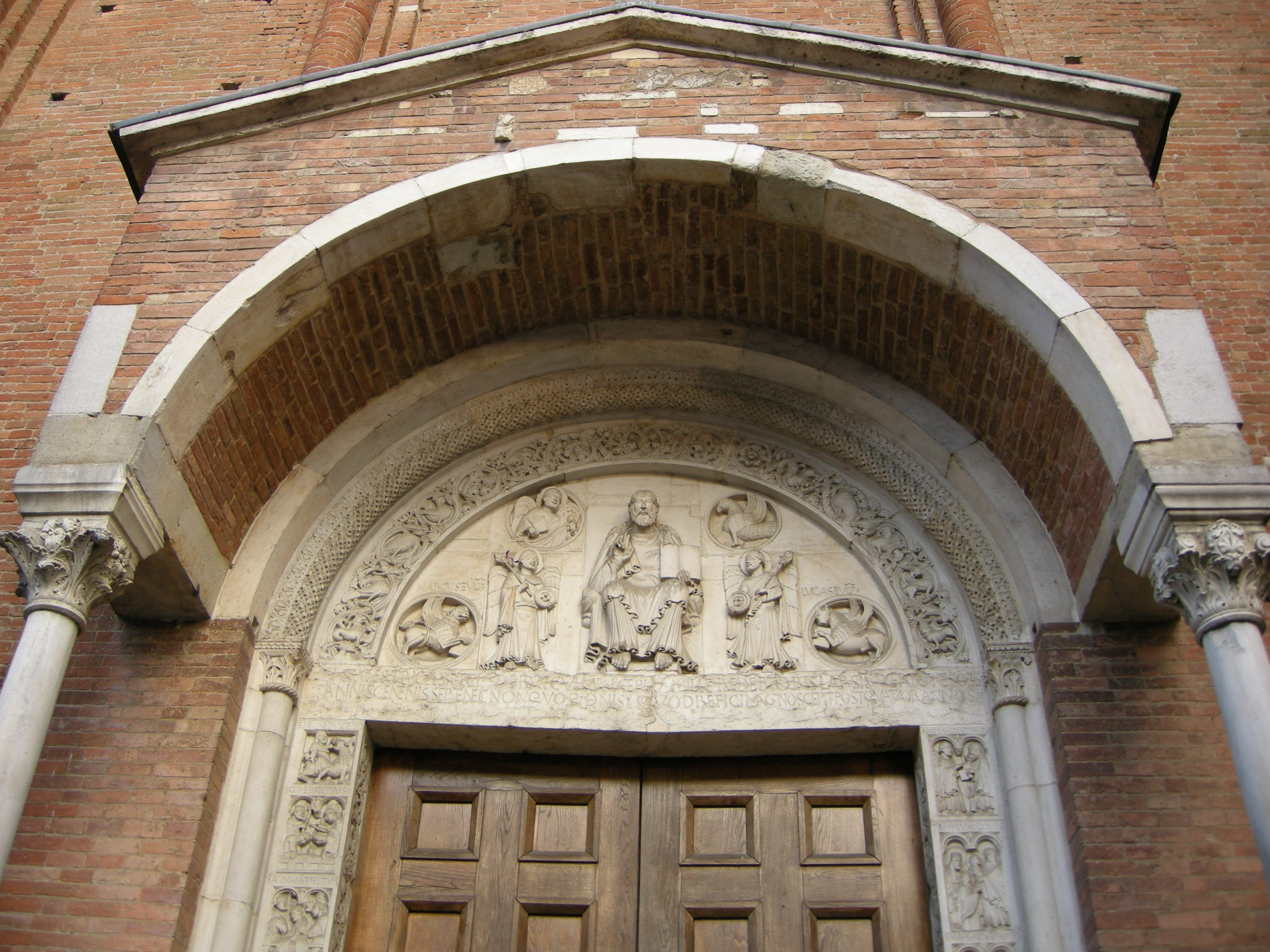
Portale dell'abbazia di Nonantola, nella cui iscrizione è citata la ricostruzione della chiesa dopo il terremoto

Fuori dal territorio di Verona i danni più gravi si registrarono in territorio emiliano (a Nonantola, dove l'omonima abbazia subì danni estesi, a Piacenza, dove la storiografia cittadina riporta gravi danni, se non addirittura il crollo totale della cattedrale di Santa Giustina, che fu completamente ricostruita a partire dal 1122, mentre danni minori subì la basilica di Sant'Antonino, a Rubiera, dove la pieve dei Santi Faustino e Giovita dovette subire restauri sul finire del 1117, a Faenza, dove la cattedrale e il suo campanile subirono delle lesioni, e a Parma, dove è ricordato il crollo del tiburio della cattedrale), in territorio veneto (a Padova, dove nella cattedrale crollò gran parte del soffitto ligneo e la basilica di Santa Giustina subì danni tanto gravi da dover essere sostituita con un nuovo edificio, e a Costozza, dove un'epigrafe posta sul campanile della pieve di San Mauro abate ricorda i danni subiti) e in territorio lombardo (a Milano, dove crollarono le torri sud-est, sud-ovest e nord-est e si danneggiarono i muri perimetrali e la cupola della basilica di San Lorenzo, a Cremona, dove crollò l'abside della cattedrale). Per quanto riguarda Venezia, Ferrara, Brescia e Monza, le fonti scritte parlano di un terribile terremoto, senza però menzionare danni specifici.
Nella zona dell'epicentro, infine, si sono ipotizzati all'incirca 30 000 morti sulla base dei danni subiti dagli edifici e delle fonti storiografiche.

## Effetti sull'ambiente naturale
Le fonti scritte si soffermano con particolare attenzione sugli spettacolari fenomeni riguardanti i fiumi; in particolare negli Annales S. Disibodi è descritto il sollevamento a forma di arco delle acque del fiume Po, mentre negli Annales Hildesheimenses viene ricordata l'ostruzione durata per parecchi giorni del fiume Adige, a causa di alcune frane avvenute lungo i pendii delle montagne che si affacciano sulla Val Lagarina. A quest'ultimo evento si riferisce molto probabilmente anche Ottone di Frisinga nella sua cronaca, dove ricorda che al momento del suo transito nella vallata, tra il 1141 e il 1146, si potevano ancora individuare i danni che aveva causato il terremoto. Oltre a questi fenomeni sono menzionate nelle cronache spaccature nel terreno (in alcuni casi con la fuoriuscita dalle stesse di sorgenti sulfuree), sradicamento di alberi, intorbidamento delle sorgenti ed esondazione dei laghi di Garda e d'Iseo.

### Esplicative
1. ↑  Silvestri celsi ceciderunt culmina templi mille redemptoris lapsis vertigine solis anni centenis septem nec non quoque denis quod refici magnos cepit post quatuor annos L'iscrizione è così traducibile: Le alte volte del tempio crollarono nel millecentodiciassettesimo anno dalla nascita del Redentore e quattro anni dopo si cominciò a ricostruirle. In Boschi, Comastri e Guidoboni, p. 107.
2. ↑  Necnon fluvius Padus de alveo suo se erigens, in modum fornicis in altum se extulit, ut via pateret inter terram et aquam, et aperte daretur intelligi, quod elatis fluctibus mundo exilium minaretur. Cumque sic diutius acqua penderet, tandem in semet ipsam tanto sonitu demittitur, ut murmur illius per miliaria audiretur. Il documento è così traducibile: E anche il fiume Po si sollevò dal suo letto così in alto che formò un arco, lasciando uno spazio tra terra e acqua, e rendendo chiaro con le sue superbe acque che la fine del mondo era minacciata. E dopo che l'acqua si era sollevata per qualche momento, alla fine è tornata al suo solito posto con un rumore così forte che poteva essere ascoltata a miglia di distanza. In Boschi, Comastri e Guidoboni, p. 123.
3. ↑  1117. In octava sancti Iohannis Euangelistae late per orbem terribili et inaudito hactenus terremotu terra concutitur. Maxime vero in Ytalia minax hoc periculum per multos dies continue desevit, adeo ut montium collisione et subversione edissae fluminis meatus per aliquot dies obstrueretur. Il documento è così traducibile: 1117. L'ottavo giorno dopo la festa di San Giovanni Evangelista, in lungo e in largo per tutto il mondo, la terra fu scossa da un terribile e inaudito terremoto. Ma soprattutto in Italia questa minaccia continuò a imperversare per molti giorni, tanto che per alcuni giorni il corso del fiume Adige fu ostruito dalla collisione e dal crollo delle montagne. In Boschi, Comastri e Guidoboni, p. 123.

### Bibliografiche
1. ↑  Boschi, Comastri e Guidoboni, p. 101.
2. 1 2   I terremoti nella storia: Nel 1117 il più forte terremoto dell'area padana colpiva Verona e la pianura centro-occidentale, su ingvterremoti.com. URL consultato il 13 dicembre 2019.
3. ↑   1117-2017. Novecento anni dal più grande terremoto dell'Italia Settentrionale, su istitutoveneto.it. URL consultato il 13 dicembre 2019.
4. 1 2 3 4   Catalogo dei Forti Terremoti in Italia, su storing.ingv.it. URL consultato il 10 dicembre 2019.
5. 1 2   3 gennaio 1117, quando le acque del Po si sollevarono a forma di volta e il Duomo venne distrutto, su cremonaoggi.it. URL consultato il 12 dicembre 2019.
6. ↑  Galli, p. 87.
7. ↑  Galli, p. 91.
8. ↑  Boschi, Comastri e Guidoboni, pp. 100-102.
9. ↑  Solinas, p. 244.
10. ↑  Boschi, Comastri e Guidoboni, p. 100.
11. ↑  Boschi, Comastri e Guidoboni, p. 122.
12. ↑  Boschi, Comastri e Guidoboni, pp. 120-122.
13. ↑  Boschi e Guidoboni, p. 34.
14. ↑  Boschi e Guidoboni, p. 31.
15. 1 2 3 4  Boschi, Comastri e Guidoboni, pp. 105-117.
16. ↑   Quell'apocalisse nove secoli fa. Il primo terremoto che fu misurato, su corriere.it. URL consultato il 13 dicembre 2019..
17. ↑  Boschi, Comastri e Guidoboni, p. 123.
18. ↑  Boschi, Comastri e Guidoboni, p. 124.